# امپراتور روکوجو
امپراتور روکوجو (به ژاپنی: 六条天皇 Rokujō-tennō)؛ هفتاد و نهمین امپراتور ژاپن بود.